# Total (álbum de Teenage Bottlerocket)
Total es el segundo álbum y el primer CD de la banda americana de pop punk Teenage Bottlerocket. Fue editado el 12 de abril de 2005 por Red Scare Records.

## Lista de canciones
- 1 - "Radio" – 2:23
- 2 - "So Cool" – 2:36
- 3 - "Stupid Games" – 2:27
- 4 - "Fall for Me" – 3:02
- 5 - "Crashing" – 1:23
- 6 - "Lost in Space" – 2:02
- 7 - "Go Away" – 2:14
- 8 - "Rebound" – 2:18
- 9 - "Blood Bath at Burger King" – 2:27
- 10 - "Veronica " – 1:15
- 11 - "Repeat Offender" - 2:20
- 12 - "A Bomb" - 1:38
- 13 - "So Far Away" - 3:38

## Músicos
- Ray Carlisle - bajo y voz
- Kody Templeman - guitarra y voz
- Miguel Chen - bajo
- Brandon Carlisle - batería

- Datos: Q7827945